# Mahana
Mahana est une localité du Cameroun située dans le département du Logone-et-Chari et la Région de l'Extrême-Nord, au sud du lac Tchad, à la frontière avec le Tchad. Elle fait partie de la commune de Logone-Birni et du canton de Hinalé. On distingue parfois Mahana I et Mahana II.

## Population
Lors du recensement de 2005, 195 personnes ont été dénombrées à Mahana I et 76 à Mahana II. 